# Henri Béraud
Henri Béraud (født 21. september 1885 i Lyon, død 24. oktober 1958 i Saint-Clément-des-Baleines) var en fransk forfatter, der i 1922 fik Goncourtprisen for romanen Le Vitriol de la lune et Le Martyre de l'obèse.